# Bollo Brook

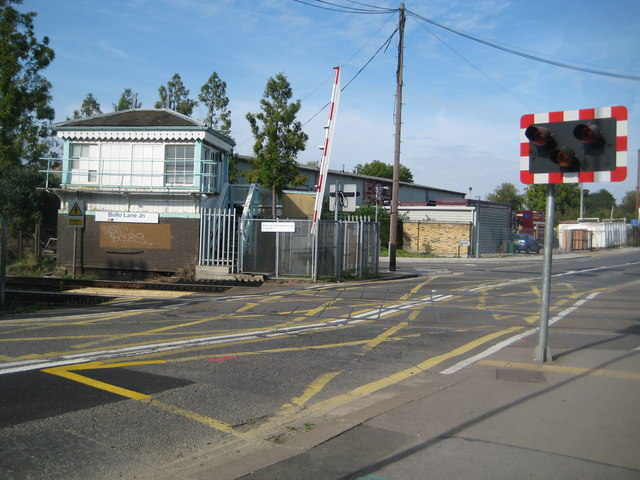
Eisenbahnkreuzung in der Bollo Lane

Der Bollo Brook ist ein Wasserlauf im London Borough of Ealing und London Borough of Hounslow, der in seinem gesamten Lauf unterirdisch verläuft.
Der Bollo Brook entsteht nahe der U-Bahn-Station Ealing Common und folgt dem Verlauf der District Line zur U-Bahn-Station Acton Town. Er folgt dann der Bollo Lane, die die Grenze zwischen Ealing und Hounslow darstellt, zur Chiswick Park Station der U-Bahn. Von dort fließt er durch das Turnham Green und in das Gelände von Chiswick House.
Der Bollo Brook, der bis 1726 die Grenze des Geländes von Chiswick House bildete, wurde durch Landzukäufe direkt durch das Grundstück geführt und füllte nach Umgestaltung ursprünglich die Seen und speiste die Springbrunnen von Chiswick House. Da weiter flussaufwärtsgelegene Wäschereien das Wasser stark verschmutzten, wurde der Wasserlauf in einem unterirdischen Durchlass unter dem Gelände durchgeführt.
Im Bereich des Gunnersbury Nature Reserve tritt der Wasserlauf noch gelegentlich an die Oberfläche. Der Bollo Brook mündet flussabwärts der Barnes Railway Bridge in die Themse.